# Yes or Yes
Yes or Yes (stilisierte Schreibweise YES or YES) ist das sechste Mini-Album der südkoreanischen Girlgroup Twice. Es erschien am 5. November 2018 zusammen mit der gleichnamigen Single.

## Hintergrund
Anfang Oktober 2018 tauchten an verschiedenen Stellen Werbetafeln mit der Frage „Magst Du Twice? Ja oder Ja“ (koreanisch 트와이스 좋아하세요? YES or YES) auf, die auf ein Comeback der Gruppe hinwiesen. Am 11. Oktober bestätigte JYP Entertainment das Comeback und nannte den 5. November als Veröffentlichungstag für das neue Album. In der Folgezeit wurden Teaser-Fotos, Videos und weitere Details über das Album veröffentlicht.
Die Singleauskopplung Yes or Yes wurde geschrieben von Sim Eun-jee, David Amber und Andy Love. Das Album enthält außerdem Musik von den deutschen Songwritern Albi Albertsson und Kim Petras. Jeongyeon, Chaeyoung und Jihyo steuerten Texte zu den Liedern LaLaLa, Young & Wild und Sunset bei. Produziert wurde das Album wieder von JYP Entertainment-Gründer Park Jin-young.

## Titelliste
| Nr.          | Titel             | Text                                       | Musik                                                | Länge |
| ------------ | ----------------- | ------------------------------------------ | ---------------------------------------------------- | ----- |
| 1.           | Yes or Yes        | Sim Eun-jee                                | David Amber, Andy Love                               | 3:59  |
| 2.           | Say You Love Me   | Sophia Pae, Secret Weapon                  | Sophia Pae, Secret Weapon                            | 3:34  |
| 3.           | LaLaLa            | Jeongyeon                                  | Albi Albertsson, Akina Ingold                        | 3:08  |
| 4.           | Young & Wild      | Chaeyoung, Kim Hyun-yoo                    | Kim Petras, CJ Abraham, MkX                          | 3:03  |
| 5.           | Sunset            | Jihyo                                      | Maria Marcus, Lisa Desmond, Fast Lane, Secret Weapon | 3:44  |
| 6.           | After Moon        | Iggy (Oreo), C-no (Oreo), Woong Kim (Oreo) | Iggy (Oreo), C-no (Oreo), Woong Kim (Oreo)           | 3:25  |
| 7.           | BDZ (Korean ver.) | J.Y. Park "The Asiansoul"                  | J.Y. Park "The Asiansoul"                            | 3:16  |
| Gesamtlänge: | Gesamtlänge:      | Gesamtlänge:                               | Gesamtlänge:                                         | 24:09 |

## Chartplatzierungen
| ChartsChartplatzierungen | Höchstplatzierung | Wochen |
| ------------------------ | ----------------- | ------ |
| Japan (Oricon)           | 1 (9 Wo.)         | 9      |
| Südkorea (KMCA)          | 1 (78 Wo.)        | 78     |

| ChartsJahrescharts (2018) | Platzierung |
| ------------------------- | ----------- |
| Japan (Oricon)            | 60          |
| Südkorea (KMCA)           | 15          |

| ChartsJahrescharts (2019) | Platzierung |
| ------------------------- | ----------- |
| Japan (Oricon)            | 46          |

## Auszeichnungen für Musikverkäufe
| Land/Region     | Auszeichnungen für Musikverkäufe (Land/Region, Auszeichnung, Verkäufe) | Verkäufe |
| --------------- | ---------------------------------------------------------------------- | -------- |
| Südkorea (KMCA) | 2× Platin                                                              | 500.000  |
| Insgesamt       | 2× Platin ·                                                            | 500.000  |

Hauptartikel: Twice/Diskografie